# إدوارد بالمر
إدوارد بالمر (بالإنجليزية: Edward Palmer)‏ (و. 1809 – 1889 م) هو سياسي، من كندا، ولد في تشارلوت تاون، توفي في تشارلوت تاون، عن عمر يناهز 80 عاماً.

## مناصب
تولى منصب Premier of Prince Edward Island.